# Ștefan Tristan Iacob
Ștefan Tristan Iacob (n. 20 ianuarie 1920, Sibiu - d.   ) a fost un medic român, specialist în neurochirurgie.
Șt. T. Iacob a urmat cursurile facultății de medicină din București între 1939-1945. În timpul războiului a funcționat ca intern la Spitalul Militar Central din București. În 1946 obține un loc de asistent în serviciul de neurochirurgie de sub conducerea lui Dimitrie Bagdasar. În perioada 1946-1949, contribuie la redactarea monografiei "Sciatica vertebrală" în colaborare cu Constantin Arseni. După un scurt stagiu în clinica de neurochirurgie din Târgu Mureș de sub conducerea lui Deszo Miskolczi, se mută în 1950 la Cluj, unde își începe activitatea neurochirurgicală, dispunând de două paturi în cadrul clinicii de chirurgie generală. În perioada 1950-1954, între timp având la dispoziție un serviciu propriu cu o sală de operație în exclusivitate, primește și sarcini didactice, ținând prelegeri de neuropatologie și neurochirurgie pentru studenții facultății de medicină. În 1970 este numit Conferențiar Universitar la Institutul Medico-Farmaceutic, precum și la Institutul de Perfecționare a Medicilor din Cluj.
Șt. T. Iacob a adus numeroase contribuții la dezvoltarea neuropatologiei și neurochirurgiei, principalele sale domenii de activitate fiind: circulația cerebrală și explorarea arteriografică a vaselor creierului, traumatologia cranio-cerebrală, metabolismul creierului și relațiile cu investigația electroencefalografică, discopatiile vertebrale etc.